# Newnan
La ville de Newnan est le siège du comté de Coweta, en Géorgie, aux États-Unis. Elle comptait 33 293 habitants en 2008.

## Démographie
| 1860  | 1870  | 1880  | 1890  | 1900  | 1910  |
| ----- | ----- | ----- | ----- | ----- | ----- |
| 2 546 | 1 917 | 2 006 | 2 859 | 3 654 | 5 548 |

| 1920  | 1930  | 1940  | 1950  | 1960   | 1970   |
| ----- | ----- | ----- | ----- | ------ | ------ |
| 7 037 | 6 386 | 7 182 | 8 218 | 12 169 | 11 205 |

| 1980   | 1990   | 2000   | 2010   | - | - |
| ------ | ------ | ------ | ------ | - | - |
| 11 449 | 12 497 | 16 242 | 33 039 | - | - |

## Célébrités
- Soapy Smith, célèbre gangster américain, est né à Newnan en 1860.
- Alan Jackson, musicien de country, est né à Newnan en 1958
- Le Shérif et les Extra-terrestres un film italien de Michele Lupo et sorti en 1979, ville où se déroule l'action avec Bud Spencer

## Source
- (en) Cet article est partiellement ou en totalité issu de l’article de Wikipédia en anglais intitulé « Newnan, Georgia » (voir la liste des auteurs).